# Verbesina petrophila
Verbesina petrophila là một loài thực vật có hoa trong họ Cúc. Loài này được Brandegee miêu tả khoa học đầu tiên năm 1909.